# Semnul lui Zorro (film)
Semnul lui Zorro (în engleză The Mark of Zorro) este un film de capă și spadă regizat de Rouben Mamoulian după un scenariu de John Taintor Foote[*]. În rolurile principale au interpretat actorii Tyrone Power, Linda Darnell și Basil Rathbone. Este bazat pe romanul american din 1919, Blestemul lui Capistrano (The Curse of Capistrano), scris de Johnston McCulley.

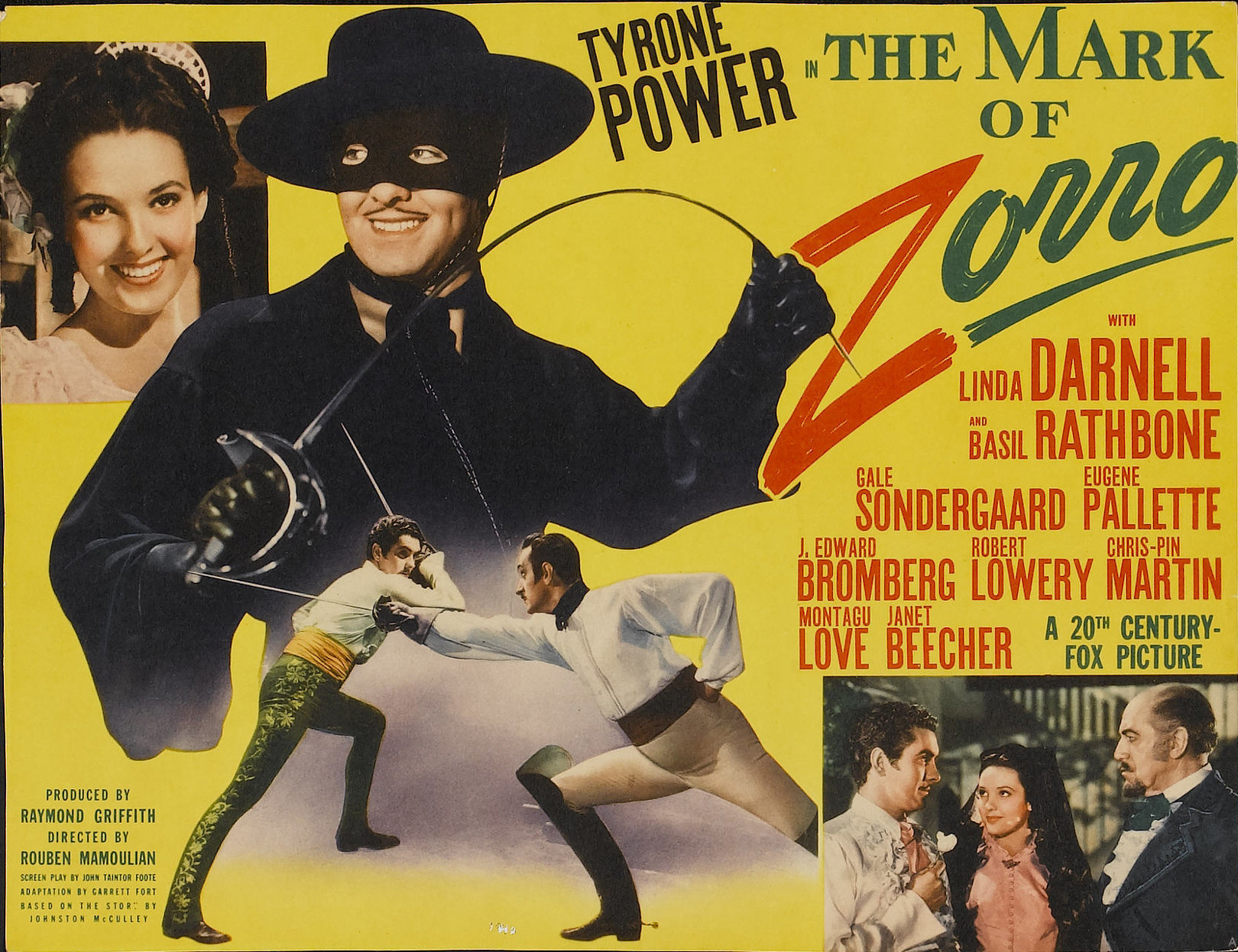

A fost produs de studiourile 20th Century Fox și a avut premiera la 8 noiembrie 1940, fiind distribuit de 20th Century Fox. Coloana sonoră a fost compusă de David Buttolph[*]. Cheltuielile de producție s-au ridicat la 1 milion de dolari americani și a avut încasări de 2 milioane de dolari americani (din vânzări).
A fost nominalizat la premiul Oscar pentru cea mai bună coloană sonoră originală. Filmul a fost adăugat în pentru a fi păstrat Registrul Național al Filmului în 2009 de către Biblioteca Congresului pentru că este „semnificativ din punct de vedere cultural, istoric sau estetic”.

## Rezumat
Tânărul Don Diego Vega (Tyrone Power) se întoarce din Spania în California natală, unde tatăl său a fost alcalde (primar) în Los Angeles. Cu toate acestea, acele zile au trecut de mult: acum zona este condusă de un nou primar, Luis Quintero (J. Edward Bromberg), susținut de trupele căpitanului Esteban Pasquale (Basil Rathbone). Aceștia au impus cu nerușinare impozite mari, sărăcind și mai rău țăranii care abia au ce mânca și dau pedepse aspre celor care încearcă să reziste. Cu toate acestea, la scurt timp după sosirea lui Diego, un anumit Zorro apare în vecinătate, mascat, hotărât să devină apărătorul oamenilor de rând și un campion al justiției ...

## Distribuție
Au interpretat actorii:
- Tyrone Power - Don Diego Vega/Zorro
- Linda Darnell - Lolita Quintero
- Basil Rathbone - Captain Esteban Pasquale
- Gale Sondergaard - Inez Quintero
- Eugene Pallette - Friar Felipe
- J. Edward Bromberg - Don Luis Quintero
- Montagu Love - Don Alejandro Vega
- Janet Beecher - Senora Isabella Vega
- George Regas - Sergeant Gonzales
- Chris-Pin Martin - Turnkey
- Robert Lowery - Rodrigo
- Belle Mitchell - Maria
- John Bleifer - Pedro
- Frank Puglia - Proprietor
- Eugene Borden - Officer of the Day
- Pedro de Cordoba - Don Miguel
- Guy D'Ennery - Don Jose
- Stanley Andrews - Commanding Officer (nemenționat)
- Fortunio Bonanova - Sentry (nemenționat)
- Charles Stevens - José (nemenționat)